# Petrowskoje (Kaliningrad, Nesterow)
Petrowskoje (russisch Петровское, deutsch Lawischkehmen, 1938–1945 Stadtfelde) ist eine Siedlung (possjolok) in der russischen Oblast Kaliningrad. Sie gehört zur kommunalen Selbstverwaltungseinheit Stadtkreis Nesterow im Rajon Nesterow.

## Geographische Lage
Petrowskoje liegt zwei Kilometer westlich der Rajonstadt Nesterow (Stallupönen/Ebenrode) an der Föderalstraße A229 (Teilstück der ehemaligen deutschen Reichsstraße 1, heute auch Europastraße 28). Die nächste Bahnstation ist Nesterow an der Bahnstrecke Kaliningrad–Tschernyschewskoje zur Weiterfahrt nach Litauen (Teilstück der ehemaligen Preußischen Ostbahn). 

## Geschichte
Als am 24. Juni 1874 der Amtsbezirk Groß Wannagupchen (1938–1946 Rohren (Ostpr.), russisch Swobodnoje) gebildet wurde, war Lawischkehmen eine von den 15 Landgemeinden (bzw. Gutsbezirken), die in diesen Bezirk eingegliedert wurden. Zwischen 1897 und 1909 war der Lawischkehmer Gutsbesitzer Fritz Schweighöfer Amtsvorsteher, von 1916 bis 1919 war es Gutsbesitzer Karl Schweighöfer und noch bis 1930 hatten Mitglieder dieser Gutsbesitzerfamilie das Amt inne. 1930 übernahm es Tischler Fritz Glaß aus Lawischkehmen und führte es bis 1933. Am 3. Juni 1938 – mit amtlicher Bestätigung vom 16. Juli 1938 – erhielt Lawischkehmen aus politisch-ideologischen Gründen den Namen Stadtfelde und wurde ein Jahr später unter diesem Namen Sitz des Amtsbezirks. Dieser gehörte bis 1945 zum Landkreis Stallupönen (1938–1945 Ebenrode) im Regierungsbezirk Gumbinnen der preußischen Provinz Ostpreußen.
Infolge des Zweiten Weltkrieges kam der Ort zur Sowjetunion. Im Jahr 1947 erhielt er den russischen Namen Petrowskoje und wurde gleichzeitig dem Dorfsowjet Prigorodny selski Sowet im Rajon Nesterow zugeordnet. Von 2008 bis 2018 gehörte Petrowskoje zur Landgemeinde Prigorodnoje selskoje posselenije und seither zum Stadtkreis Nesterow.

### Einwohnerentwicklung
| Jahr | Einwohner |
| ---- | --------- |
| 1910 | 678       |
| 1933 | 612       |
| 1939 | 602       |
| 2002 | 103       |
| 2010 | 82        |

### Amtsbezirk Stadtfelde
Im Jahre 1939 wurde der seit 1874 bestehende Amtsbezirk Groß Wannagupchen (1938–1946 Rohren (Ostpr.), russisch: Swobodnoje) in Amtsbezirk Stadtfelde umbenannt. Bis 1945 waren zwölf Gemeinden diesem Amtsbezirk zugeordnet:
Altbruch (bis 1938 Peschicken), Amalienhof, Bruchhöfen (russisch: Woskressenskoje), Deeden, Grünhof (Worowjowo), Hopfenbruch, Malissen, Rauhdorf (bis 1938 Raudohnen), Rohren (bis 1938 Groß Wannagupchen, russisch: Swobodnoje), Schützenort (bis 1938 Petrikatschen, russisch: Priogordnoje), Stadtfelde (bis 1938 Lawischkehmen) und Stobern.

## Kirche
Die überwiegend evangelische Bevölkerung von Lawischkehmen/Stadtfelde war vor 1945 in das Kirchspiel Stallupönen (1938–1946 Ebenrode) im gleichnamigen Kirchenkreis innerhalb der Kirchenprovinz Ostpreußen der Kirche der Altpreußischen Union eingepfarrt. Letzter deutscher Geistlicher war Pfarrer Oskar Anton.
Während der Sowjetzeit war kirchliches Leben untersagt. In den 1990er Jahren bildete sich im benachbarten Babuschkino (Groß Degesen) eine neue evangelische Gemeinde, die zur Propstei Kaliningrad in der Evangelisch-Lutherischen Kirche Europäisches Russland (ELKER) gehört. Das zuständige Pfarramt ist das der Salzburger Kirche im 20 Kilometer weiter westlich gelegenen Gussew (Gumbinnen).